# Монастырь Мор-Габриэль
Монастырь Мор-Габриэль (св. Гавриила) — монастырь Сиро-яковитской православной церкви, расположенный в провинции Мардин в Турции около сирийской границы, был основан в 397 году сирийскими православными монахами. С этого времени он действует без перерывов, принимая до 20 тыс. паломников каждый год.